# ريباغلينيد
ريباغلينيد (بالإنجليزية: Repaglinide)‏ هو دواء يُستعمل في علاج:
- سكري الشبان الناضجين النوع الثاني[7]

## دوره
يلعب هذا الدواء دورًا في علاج الأمراض كونه:
- خافضات سكر الدم